# 2021 Poincaré
2021 Poincaré è un asteroide della fascia principale. Scoperto nel 1936, presenta un'orbita caratterizzata da un semiasse maggiore pari a 2,3092584 UA e da un'eccentricità di 0,2195416, inclinata di 5,48741° rispetto all'eclittica.
Denominato in onore del matematico francese Henri Poincaré.